# 马萨克 (奥德省)
马萨克（法語：Massac，法語發音：[masak] ⓘ）是法国奥德省的一个市镇，属于卡尔卡松区。

## 地理
马萨克（42°55'6"N, 2°34'23"E）面积11.89 平方千米，位于法国奧克西塔尼大區奥德省，该省份为法国南部沿海省份，北起塔恩省，西北接上加龙省，西接阿列日省，南至东比利牛斯省，东临地中海，东北与埃罗省接壤。
与马萨克接壤的市镇（或旧市镇、城区）包括：欧里亚克、代尔纳克耶特、拉罗克德法、蒙加亚尔、鲁菲阿克代科尔比埃、苏拉切。

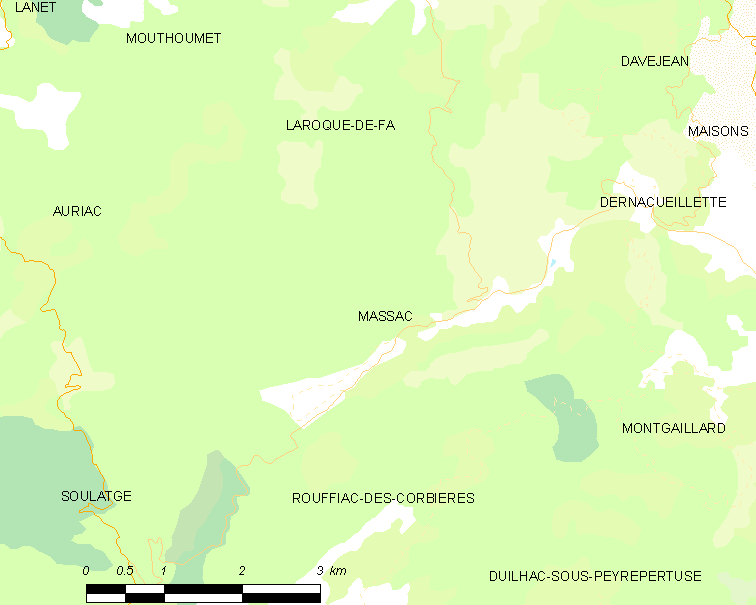
的OSM定位图

马萨克的时区为UTC+01:00、UTC+02:00（夏令时）。

## 行政
马萨克的邮政编码为11330，INSEE市镇编码为11224。

## 政治
马萨克所属的省级选区为莱科比耶尔县。

## 人口

1962-2008年间人口变化图示

马萨克于2022年1月1日时的人口数量为28人。